# Boyisonnenahalli, Bangarapet
Boyisonnenahalli là một làng thuộc tehsil Bangarapet, huyện Kolar, bang Karnataka, Ấn Độ.